# 사막숲쥐
사막숲쥐(Neotoma lepida)는 비단털쥐과에 속하는 설치류의 일종이다. 북아메리카 서부의 사막 지대에서 발견된다.

## 특징
비교적 작은 숲쥐로 꼬리 길이 12~20cm를 포함하여 몸길이는 28~39cm이다. 몸무게는 122~350g이고, 수컷이 암컷보다 크다. 털 색은 개체마다 다양하고, 연한 갈색부터 검은색 가까운 육계색까지 띤다. 몸의 나머지 부분의 색과는 관계없이 사막숲쥐의 하체와 발은 항상 흰색이지만, 목 주위의 희미한 색의 털은 바탕이 회색이다. 꼬리는 갈색쥐의 꼬리보다 뚜렷하게 두 가지 색을 띠며 털이 좀더 많고 눈에 띠는 비늘은 적다. 사막숲쥐는 좁은 주둥이와 긴 콧수염, 거의 뒷발의 길이 정도인 비교적 긴 귀를 갖고 있다.

## 분포 및 서식지
사막숲쥐는 미국 오리건주 남동부와 아이다호주 남서부 지역부터 남쪽으로 네바다주와 유타주 서부를 거쳐서 캘리포니아주 지역까지 그리고 멕시코 바하칼리포르니아주와 소노라주 북서부 극단까지 분포한다. 일반적으로 해발 최대 2900m의 산쑥 관목 지대와 수풀 지대, 사막, 선인장과 유카, 소나무, 노간주나무가 드문드문 자라는 바위 경사면, 기타 저지대 식생 지대에서 발견된다. 포식자로부터 은신처를 쉽게 구할 수 있는 수많은 바위틈 또는 암석 더미가 있는 암반 지역에서 가장 풍부하게 서식한다. 23종의 아종이 알려져 있으며, 대부분이 칼리포르니아만의 작은 섬들에서 제한적으로 발견된다.